# Championnats d'Afrique de taekwondo 1996
Navigation
Édition précédente Édition suivante
Les Championnats d'Afrique de taekwondo 1996 se déroulent à Johannesbourg (Afrique du Sud) du 12 au 14 septembre 1996. 

## Médaillés

### Hommes
| Épreuves | Or                          | Argent                   | Bronze                                                 |
| -------- | --------------------------- | ------------------------ | ------------------------------------------------------ |
| - 50 kg  | Timothy Malele (KEN)        | Elhadj Amath Sow (SEN)   | Naha Kolisang (LES) Eugene Randranananteng (MAD)       |
| - 54 kg  | Younes Sekkat (MAR)         | Ousmane Cissé (SEN)      | Innocent Mthembu (SWZ) Beji Ben Kilani (TUN)           |
| - 58 kg  | Nasser Mellad (LBA)         | Mostafa Cheroud (MAR)    | Zakhele Damini (SWZ) Hubert Nicolas Razakartvony (MAD) |
| - 64 kg  | Poloko Ntulo (LES)          | Mohammed Atraoui (MAR)   | Ahmed Okhil (TUN) Basher Al-Sefao (LBA)                |
| - 70 kg  | Cherif Hamrouni (TUN)       | Wycliffe Andoffe (KEN)   | Christopher Moche (RSA) Mokone Moahlou (LES)           |
| - 76 kg  | Leopold Adrien Paulet (CIV) | Thabo Mjinj (LES)        | Dumsani Dlamini (SWZ) Tom Muchai (KEN)                 |
| - 83 kg  | Mokete Mokhosi (LES)        | Ali Al-Daba (LBA)        | Ibrahina Badji (SEN) Solomon Kinyanjui (KEN)           |
| + 83 kg  | Wilfried Kokoun (CIV)       | Donald Ravenscroft (RSA) | Amadou Kande (SEN)                                     |

### Femmes
| Épreuves | Or                           | Argent                  | Bronze                                        |
| -------- | ---------------------------- | ----------------------- | --------------------------------------------- |
| - 43 kg  | Judy Mwihaki (KEN)           | Alica Mpho Thamae (LES) | Shamida Noar Mohamed (RSA)                    |
| - 47 kg  | Mary Lemphane (LES)          | Rose Maria Nduta (KEN)  | Lynn Wolmarans (RSA)                          |
| - 51 kg  | Likeleli Alinah Thamae (LES) | Adolphina Pooe (RSA)    | Consolata Oloo (KEN)                          |
| - 55 kg  | Nancy Karanja (KEN)          | Majane Lijane (LES)     | Chantelle Venter (RSA)                        |
| - 60 kg  | Meriem Bidani (MAR)          | Puleng Lala (LES)       | Caroline Wairumu (KEN) Marie Sadio (SEN)      |
| - 65 kg  | Ngunya Wambui (KEN)          | Seynabou Demba (SEN)    | Lydia Thamae (LES) Bethany Fabrisius (RSA)    |
| - 70 kg  | Janet Oklal (KEN)            | Masentce Ranmouai (LES) | Marietjie Ersamus (RSA) Loraine Dlamini (SWZ) |
| + 70 kg  | Nadia Jonker (RSA)           | Saida Wambui (KEN)      | B. Mahao Batoli (LES)                         |

## Tableau des médailles
| Rang | Nation         | Or | Argent | Bronze | Total |
| ---- | -------------- | -- | ------ | ------ | ----- |
| 1    | Kenya          | 5  | 3      | 4      | 12    |
| 2    | Lesotho        | 4  | 5      | 4      | 13    |
| 3    | Maroc          | 2  | 2      | 0      | 4     |
| 4    | Côte d'Ivoire  | 2  | 0      | 0      | 2     |
| 5    | Afrique du Sud | 1  | 2      | 6      | 9     |
| 6    | Libye          | 1  | 1      | 1      | 3     |
| 6    | Tunisie        | 1  | 0      | 2      | 3     |
| 8    | Sénégal        | 0  | 3      | 3      | 6     |
| 9    | Eswatini       | 0  | 0      | 4      | 4     |
| 10   | Madagascar     | 0  | 0      | 2      | 2     |
|      | Total          | 16 | 16     | 26     | 58    |